# 尼莫拉唑
尼莫拉唑（开发代号：K-1900），分子式C9H14N4O3，是一种5-硝基咪唑抗寄生虫药，也用作頭頸癌药物。